# Estudios de Fonética Experimental
Estudios de Fonética Experimental es una revista científica dedicada al estudio de la fonética.
Fue fundada en 1984 por Eugenio Martínez Celdrán. Es la primera revista de fonética del estado español y, desde su fundación, ha sido una referencia para los estudios fonéticos tanto en España como en  Hispanoamérica. Se publica con periodicidad anual y contiene solo trabajos de investigación inéditos.
La revista se edita en el Laboratorio de Fonética de la Universidad de Barcelona. Entre 1998 y 2017 la coordinadora de la revista ha sido Ana María Fernández Planas. Desde 2021 y hasta 2024 su editor fue Paolo Roseano.
La revista ha sido indexada en varios índices de impacto como Scopus, Dialnet, Miar Sherpa/Romeo y SJIF entre otros.